# Piper PT-1
Die Piper PT-1 ist ein Schulflugzeug des US-amerikanischen Flugzeugherstellers Piper Aircraft. Der zweisitzige Eindecker in Tandemkonfiguration war der erste Tiefdecker von Piper. Er besteht aus einem stoffbespannten Metallrahmenrumpf. Die Tragflächen und das Leitwerk bestehen aus stoffbespannten Holzsparren. Die PT-1 verfügt über ein einziehbares Spornradfahrwerk und wird von einem Franklin 6AC-2980D mit einer Nennleistung von 130 PS (96 kW) angetrieben. Von der Maschine wurde nur ein Exemplar gebaut. Aufbauend auf der PT-1 plante Piper eine viersitzige Version mit der Bezeichnung Piper PWA-6, die aber ebenfalls nicht in Serie hergestellt wurde.

## Technische Daten
| Kenngröße             | Daten                                     |
| --------------------- | ----------------------------------------- |
| Besatzung             | 2                                         |
| Länge                 | 22,67 ft (6,91 m)                         |
| Spannweite            | 35,17 ft (10,72 m)                        |
| Höhe                  | 6,5 ft (1,98 m)                           |
| Leermasse             | 1.325 lb (601 kg)                         |
| max. Startmasse       | 2.000 lb (907 kg)                         |
| Reisegeschwindigkeit  | 117 kn (217 km/h)                         |
| Höchstgeschwindigkeit | 130 kn (241 km/h)                         |
| Dienstgipfelhöhe      | 12.400 ft (3.780 m)                       |
| Reichweite            | 610 NM (1.130 km)                         |
| Triebwerke            | 1 × Franklin 6AC-2980D mit 130 PS (96 kW) |